# Paul Flora
Paul Flora (Glurns, 6 de junio de 1922 – Innsbruck, 15 de mayo de 2009) fue un ilustrador austríaco, de importante repercusión desde 1960 en adelante en Europa.
Nació en una localidad del Tirol y en su juventud se trasladó a Baviera, donde estudió desde 1942 a 1944 en la Academia de Bellas Artes de Munich, siendo discípulo del dibujante y pintor noruego Olaf Gulbransson.
Su trabajo pronto adquirió repercusión y se distinguía por unos característicos dibujos realizados en tinta negra. Ello le llevó a trabajar para los diarios británicos The Times y The Observer, y para el diario alemán Die Zeit, así como también a participar en dos ocasiones en la Bienal de Venecia.
Murió el 15 de mayo de 2009 en Innsbruck y fue sepultado en su ciudad natal.